# Cefalea a grappolo
La cefalea a grappolo (in inglese cluster headache) è una cefalea primaria neurovascolare estremamente dolorosa. Ha carattere periodico, con fasi attive alternate a fasi di remissione spontanea. Tali fasi attive vengono chiamate "grappoli" (o "cluster"). L'intenso dolore è causato dall'eccessiva dilatazione dei vasi cranici che generano pressione sulle terminazioni sensitive del nervo trigemino. Benché vi siano numerose ipotesi, l'eziologia è tuttora ignota.

## Denominazione
La cefalea a grappolo è conosciuta anche con molti altri nomi fra cui:
- Cefalea da suicidio.[2]
- Cefalea di Horton.[3]
- Nevralgia di Sluder (termine utilizzato per la prima volta nel 1908 e ormai desueto).[4]
- Nevralgia migrante: Wilfred Harris, neurologo inglese fu uno dei primi a descriverne le manifestazioni.[5]
- Algie vasculaire de la face,[6] (dolore vascolare del viso) in francese.

## Storia

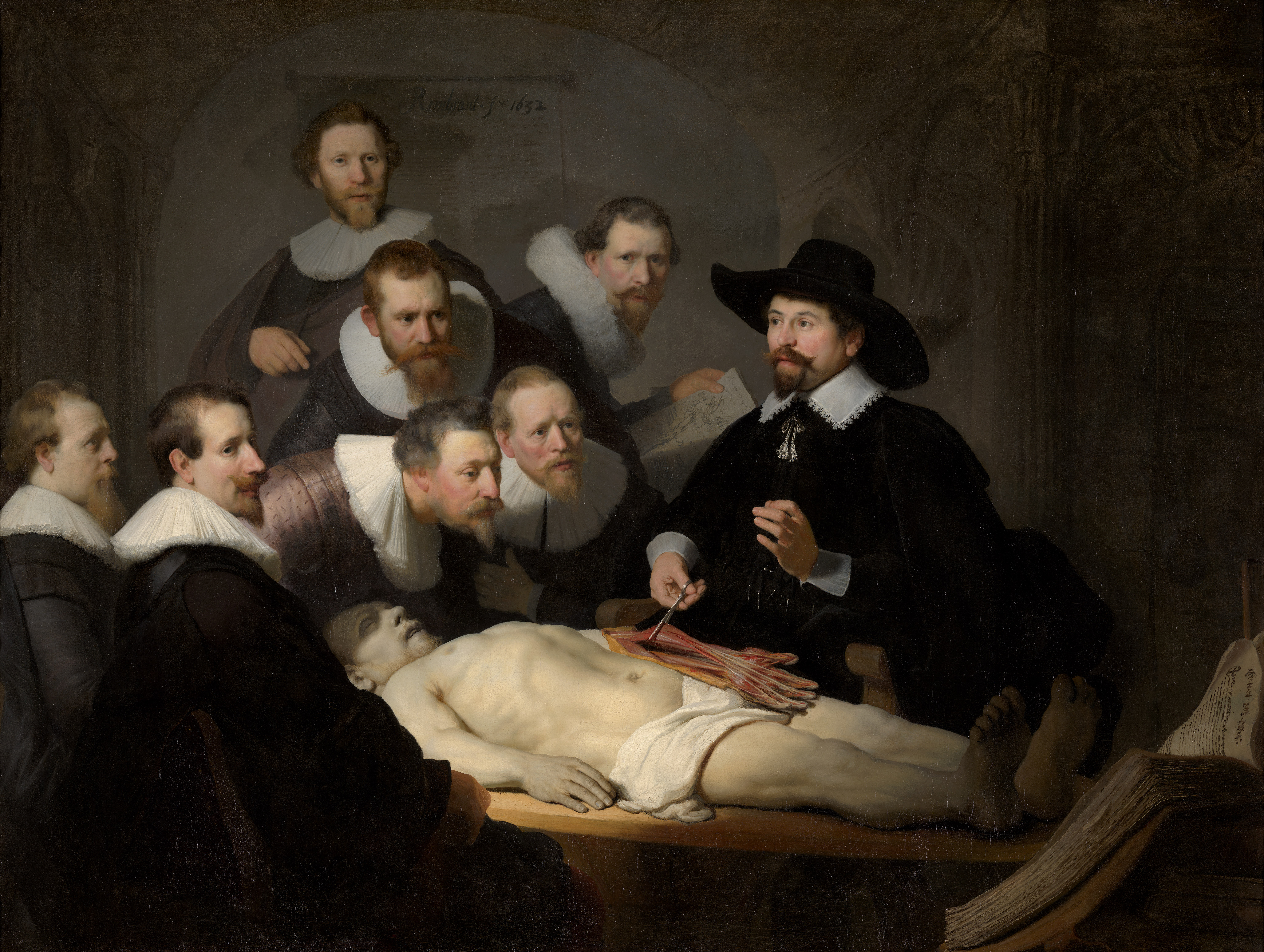
Nicolaes Tulp in un quadro di Rembrandt.

Stando a Norman Gordon, il primo a rimarcare i segni caratteristici della cefalea a grappolo è stato il medico olandese Nicolaes Tulp (1593–1674) nel 1641, evidenziando lo strano intervallare degli episodi. Secondo Raymond Hierons, invece, la prima descrizione di un caso di tale malattia fu ad opera di Thomas Willis nel 1672, in una donna che soffrì per molti giorni consecutivi, sempre alle ore 16, di violenti attacchi di mal di testa.
Nel 1745, Gerard van Swieten (1700–1772) a Vienna descrisse con maggiore profondità le manifestazioni di tale disturbo, quali l'unilateralità e la precisa localizzazione. Il caso clinico da lui descritto riguardava un uomo robusto che alla stessa ora soffriva di un forte dolore intorno all'occhio sinistro che diventava rosso e lacrimava.
Per quasi un secolo si interrompe la strada per l'individuazione della malattia, che fu confusa con varie sindromi. Per la denominazione "a grappolo" si deve aspettare il XIX secolo. Francis Kilvert (1840–1879), nel suo diario sembra descrivere quella che si potrebbe diagnosticare una cefalea a grappolo. Nel 1936 Bayard Taylor Horton (1895–1980) espose con particolare precisione un caso di cefalea a grappolo. Nel 1947, il neurologo svedese Karl Axel Ekbom ritornò sull'argomento e nel 1952, Charles Kunkle coniò il termine "cefalea a grappolo".

## Epidemiologia

### Generale
La prevalenza è stata calcolata su 0,5-1 caso su 1000.
In tabella è una statistica effettuata per alcune nazioni:
| Nazione    | prevalenza (numero di eventi ogni 100 000 individui) |
| ---------- | ---------------------------------------------------- |
| USA        | 401                                                  |
| Svezia     | 92                                                   |
| Italia     | 279                                                  |
| Germania   | 119                                                  |
| San Marino | 56                                                   |
| Norvegia   | 381                                                  |

La forma episodica (vedi, più oltre, la sezione Clinica) colpisce l'80% circa dei casi; essa è caratterizzata da uno o due periodi in cui si mostra un'elevata frequenza degli attacchi e lunghi periodi di remissione (della durata di diversi mesi o anni).
La forma cronica (vedi, più oltre, la sezione Clinica), molto più rara, colpisce il 20% circa dei casi. Viene considerato cronico un paziente che per un periodo di almeno un anno non presenti periodi di remissione, o con remissioni che durino meno di un mese. Un paziente episodico può diventare cronico e viceversa.

### Sesso
La cefalea a grappolo si manifesta principalmente nel sesso maschile, anche se alcuni studi evidenziano come questa predominanza stia svanendo, mostrando un aumento di diffusione nel sesso femminile.
Il rapporto tra uomini e donne, che nel 2001, infatti, era di 6–7:1, nel 2003 diventa 5:1 e nel 2008 4,3:1.

### Etnia
La popolazione bianca risulta più colpita rispetto a quella nera.

### Età
L'età media di incidenza è intorno ai 25 anni, anche se si possono presentare episodi fino ai 50 anni circa ovvero prima dei 20 anni. Per quanto riguarda i minorenni, il più giovane paziente accertato in assoluto aveva 3 anni, mentre in un bambino di 21 mesi sono stati osservati quelli che sembravano essere i sintomi specifici della patologia. L'età media infantile (calcolata basandosi sui pochi dati epidemiologici disponibili) si attesta sugli 8 anni.

## Segni e sintomi

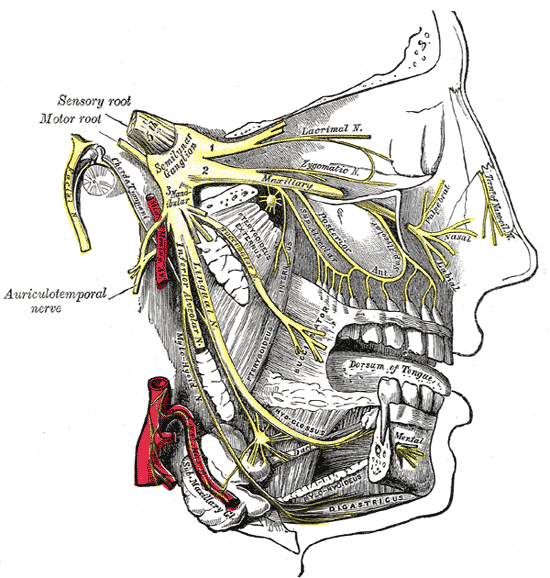
La sintomatologia della cefalea a grappolo interessa il nervo trigemino

La cefalea a grappolo è caratterizzata da un dolore intenso, di tipo trafittivo, normalmente unilaterale. Ogni singolo attacco può durare in genere dai 15 ai 180 minuti. Anche se raramente raggiunge tale maggiore durata temporale, è stato riscontrato che può ripetersi più volte nell'arco della stessa giornata.
La cefalea a grappolo ha comunemente carattere unilaterale, sono segnalati però rari casi di cefalea bilaterale, tra un grappolo e l'altro, e (ancora più rari) all'interno dello stesso grappolo.
Altre manifestazioni sono:
- bruciore (a volte il primo sintomo che si manifesta)[31]
- lacrimazione o congestione congiuntivale
- rinorrea o congestione nasale
- senso di agitazione[33]
- iperemia (aumento del flusso sanguigno alla testa)[34]
- blefaroptosi
- miosi
- comparsa di edema palpebrale
- Sindrome di Horner[3]
- sudorazione frontale
- arrossamento
- nausea
- peristalsi (molto rara)
- fotofobia
- fonofobia
- vomito.

I sintomi più comuni sono lacrimazione, rinorrea e ptosi omolaterali al dolore. La fonofobia e la nausea sono assai rari, tanto che in alcuni casi la presenza di questi sintomi ha causato ritardo nella diagnosi, dato che indirizzano verso altri tipi di disturbo. A volte si presenta in concomitanza di cataratta.
La cefalea a grappolo è stata chiamata anche cefalea ad orologeria, per la regolarità ciclica sia del periodo del grappolo sia dei singoli attacchi. Questo ha spinto la ricerca verso lo studio dei ritmi circadiani e le funzioni dell'ipotalamo. Il disturbo sembra avere uno stretto legame con i ritmi sonno-veglia e con l'orario dei pasti. Sono frequenti gli attacchi notturni, correlati alle fasi di sonno REM, e quelli in fase post-prandiale.

### Dolore
- Cefalea: disturbo doloroso della testa
- Emicrania: forma comune di cefalea cronica primaria
- Nevralgia: dolore intenso che si manifesta su un dato nervo o nelle sue diramazioni

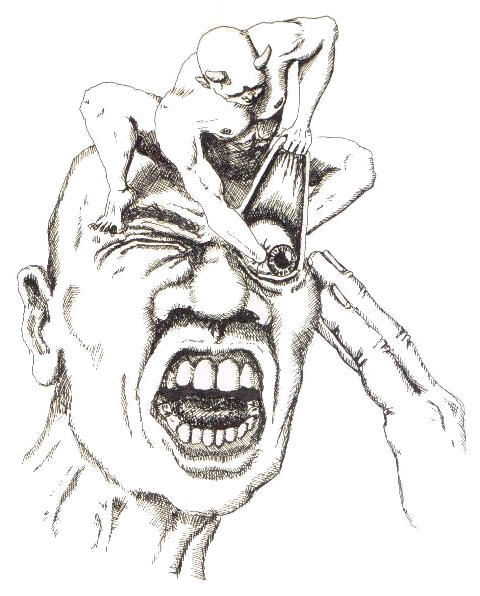
"Cefalea a grappolo", rappresentazione di JD Fletcher. I pazienti
descrivono il dolore come se subissero pugni o pugnalate all'occhio.

Il dolore raggiunge il suo apice molto rapidamente, si mantiene costante per tutta la durata dell'attacco per poi, altrettanto rapidamente, sparire. Può tuttavia accadere che tale dolore non sparisca in via definitiva, rimanendo in un certo senso "quiescente", cioè molto basso fino a che non aumenta nuovamente di intensità. Questo tipo di dolore viene indicato come "shadow", ossia ombra dolorosa. Le shadow non sussistono necessariamente tra un attacco e l'altro, ma possono, ad esempio, caratterizzare il periodo immediatamente precedente o immediatamente successivo al grappolo, o possono manifestarsi durante un periodo di remissione.
Il livello del dolore nella cefalea a grappolo è particolarmente elevato. Donne sofferenti l'hanno definito più elevato del dolore del parto.
Il Dr. Peter Goadsby, professore di Neurologia Clinica all'University College di Londra, uno dei ricercatori principali e più all'avanguardia di questa patologia, l'ha descritta come:
Il dolore viene descritto come lancinante, trafittivo. La descrizione più comune è "pugnalate roventi nell'occhio". Infatti il dolore è localizzato nell'area peri-oculare e retro-oculare, con interessamento della regione frontale, temporale e mascellare, e colpisce quasi sempre nello stesso punto. Si irradia, a volte, fino al collo e alla spalla.
Il sofferente risulta incapace di stare immobile e rifiuta di essere toccato o confortato: grida, piange, dondola, cammina nervosamente, si contorce, tende letteralmente a sbattere la testa contro il muro. La posizione supina risulta impossibile nella maggioranza dei casi. Pertanto la qualità della vita del paziente, soprattutto se cronico, risulta notevolmente compromessa.
Il dolore si manifesta principalmente durante la notte, provocando frequentemente il risveglio.

## Clinica
La cefalea a grappolo un tempo veniva diagnosticata sulla base di una classificazione che utilizzava i criteri suggeriti da Ekbom nel 1970; in seguito si rispettarono le linee guida dell'International Headache Society (IHS) del 1988, che impiega criteri che si possono riassumere come nel seguito:
1. Sensazione di un forte dolore localizzato nell'area orbitale, sopraorbitale, temporale di durata 15-180 minuti.
2. Presenza di almeno una delle manifestazioni associate tipiche (ptosi, rinorrea, lacrimazione, miosi, congestione nasale o congiuntivale, edema palpebrale, sudorazione).
3. Frequenza della crisi che arriva sino ad 8 episodi al giorno (minimo 1 ogni 2 giorni), di cui almeno 2 che abbiano la prima caratteristica.

Nel 2004 l'International Headache Society ha pubblicato la seconda edizione dell'International Classification of Headache Disorders (ICHD-II), nella quale viene proposta una classificazione leggermente diversa:
1. Sensazione di un forte dolore unilaterale localizzato nell'area orbitale, sopraorbitale e/o temporale di durata 15-180 minuti senza trattamento.
2. Presenza di almeno una delle possibili manifestazioni (dal lato dolorante possono comparire: ptosi, rinorrea, lacrimazione, miosi, congestione nasale, iniezione congiuntivale, sudorazione con arrossamento del viso o sensazione di agitazione).
3. Frequenza della crisi che arriva sino ad 8 episodi al giorno (minimo 1 ogni 2 giorni) di cui almeno 5 abbiano anche la prima caratteristica.
4. Esclusione di ogni altra patologia.

È usuale suddividere la cefalea a grappolo in cronica e episodica: la differenza sostanziale è nel periodo di remissione. Nella seconda questo deve essere di almeno un mese (in passato si parlava di 14 giorni), nella prima non deve superare il mese o non deve esserci alcun periodo di remissione.

Sono state descritte in letteratura anche altre due forme, molto più rare:
- "a periodicità non determinata"
- "a periodicità combinata" (riscontrata nella pratica medica, ma mai classificata ufficialmente).[46]

Un'altra distinzione è quella che tiene presente la diffusione del dolore. Nel caso in cui il dolore si irradi alla zona sovraorbitaria o temporale si parla di sindrome superiore (la più frequente); viceversa, un dolore irradiato allo zigomo, al naso, all'arcata dentaria superiore od inferiore e talora al collo, viene indicato con la locuzione sindrome inferiore.

### Esami diagnostici
Grazie ai nuovi strumenti diagnostici le possibilità di una corretta diagnosi della malattia risultano aumentate. Lo scopo principale di questi esami è escludere la presenza di altre patologie, che possono manifestarsi con gli stessi sintomi della cefalea a grappolo.
Tali esami sono:
- Risonanza magnetica: sta avendo una diffusione maggiore in tempi recenti. Questa metodica è importante per la diagnosi differenziale con le lesioni a sviluppo espansivo benigno o maligno (neoplasie, soprattutto ipofisarie), che possono manifestarsi con violenti attacchi di cefalea.[21]
- Risonanza magnetica funzionale:[49] anche se non sempre ritenuta necessaria, assume importanza se eseguita durante il manifestarsi degli attacchi, in quanto mostra l'interessamento della "sostanza grigia ipotalamica omolaterale".[31][50]
- Tomografia computerizzata: in alternativa alla risonanza magnetica, nei casi in cui quest'ultima sia controindicata (ad esempio nei portatori di pace-maker).
- Puntura lombare: nei casi in cui si sospettino altre patologie (meningite, emorragia subaracnoidea).[51]

### Diagnosi differenziale
Questa attività ha lo scopo di discriminare la cefalea a grappolo da altre manifestazioni simili, quali:
- Nevralgia del trigemino: per la comune continua presenza di cefalee, spesso bilaterali (al contrario della cefalea a grappolo, più frequentemente unilaterale).[52]
- Emicrania cronica parossistica: analoga per distribuzione del dolore e sintomi, ma distinta per durata e intensità degli attacchi, nonché per la reazione ai farmaci.[53]
- Sinusite: in cui il dolore ha la stessa localizzazione, ma non mostra carattere episodico.[54]

### Fattori di rischio
Fra i fattori di rischio (ovvero situazioni che facilitano il manifestarsi della malattia) si ritrovano:
- Assunzione di alcol: studi recenti hanno confutato l'idea che la cefalea a grappolo sia generata dall'abuso di sostanze alcoliche, tuttavia è dimostrato che l'alcol favorisce l'insorgenza degli attacchi. Per questo le persone che soffrono di tale disturbo tendono naturalmente a non assumere bevande alcoliche durante i grappoli.[55]
- Fumo di sigaretta:[56] dai lavori pubblicati, la correlazione di questo fattore con la cefalea a grappolo è risultata maggiore negli uomini che nelle donne.[15] In uno di questi studi, realizzato su 374 pazienti maschi, è riportato che l'80% dei pazienti con cefalea a grappolo cronica erano fumatori.[57]
- Istamina: è una sostanza prodotta dall'organismo (con diverse funzioni: mediatore dell'infiammazione, neurotrasmettitore, fattore stimolante la secrezione gastrica, ecc.), che provoca vasodilatazione. È stato dimostrato sperimentalmente che quantità anche molto piccole di questa sostanza, somministrate per via sottocutanea, sono in grado di innescare un attacco di cefalea.[58] L'istamina può essere prodotta per decarbossilazione dell'istidina da parte dei batteri che contaminano gli alimenti (ad es. alcuni tipi di pesce) mal conservati. Normalmente l'istamina di origine alimentare viene inattivata nell'organismo da un enzima, la diaminoossidasi (DAO); i soggetti in cui questo enzima è carente sono predisposti a manifestare cefalea in seguito all'assunzione di tali cibi.[59]
- Nitroglicerina: è un farmaco antianginoso utilizzato nei pazienti affetti da cardiopatia ischemica per il suo potente effetto vasodilatatore (cfr. sopra) sulle arterie coronarie.[60]

Altri fattori di rischio possono essere:
- alterazioni del ciclo sonno-veglia
- modifica delle abitudini alimentari
- sbalzi termici
- sbalzi barometrici
- cambi di fuso orario
- emozioni intense.

Alcuni pazienti riferiscono particolare sensibilità ai polifosfati (sostanze utilizzate come conservanti alimentari) e alle luci intermittenti. Al contrario, stress e cambiamenti ormonali legati allo stato riproduttivo non influenzano il rischio.
Un maggior rischio di malattia, infine, è riscontrato nei soggetti con precedenti familiari.

## Eziologia
Anche se le cause specifiche non sono ancora individuate, viene ipotizzata una correlazione con eventi traumatici coinvolgenti la testa.
È stata pure riscontrata familiarità nella cefalea a grappolo, che secondo alcuni studi raggiunge la misura del 23% dei casi e risulta rintracciabile anche in 3 generazioni. Ciò pone le basi di una possibile correlazione genetica.
Manifestazioni simili alla cefalea a grappolo possono presentarsi a seguito di estrazioni dentarie e patologie vascolari locali ovvero per la presenza di masse tumorali (come il meningioma). In quest'ultimo caso, l'escissione della neoplasia provoca la remissione delle crisi cefalgiche. Si sta studiando una possibile correlazione con disfunzioni ormonali riguardanti il cortisolo, il testosterone e soprattutto la melatonina (un ormone prodotto dalla ghiandola pineale), la cui funzione è quella di regolare il ciclo sonno-veglia, la produzione della quale risulta alterata negli episodi di cefalea.
Un'ipotesi che ebbe influenza nel passato (posta dallo stesso Horton) è quella di un'eccessiva dilatazione dei vasi del circolo cerebrale. Questa ipotesi è stata avanzata osservando l'effetto prodotto, nel periodo attivo, dalla somministrazione di sostanze quali l'istamina o la nitroglicerina. Questa teoria si basava sulle conoscenze all'epoca di Horton: in quel periodo l'istamina era infatti l'unico mediatore vasoattivo conosciuto, che Horton volle utilizzare come trattamento a dosi leggermente crescenti. Successivamente si è pensato al seno cavernoso (una struttura venosa contenuta in una plica della meninge), come luogo iniziale dell'attacco; l'infiammazione di questa struttura potrebbe essere responsabile dell'inadeguato deflusso delle vene encefaliche.
Un'altra ipotesi studiata in passato si soffermava sul fattore temporale: vista la periodicità degli eventi, si suggeriva un interessamento di quello che viene definito l'orologio biologico, ovvero il nucleo soprachiasmatico, un complesso organizzato e confinato di neuroni all'interno dell'ipotalamo.
Oggi si comprende che le manifestazioni algiche della cefalea a grappolo sono veicolate dalla branca oftalmica, mascellare e mandibolare del nervo trigemino, principale (ma non unico) nervo deputato alla trasduzione e trasmissione degli stimoli nocicettivi, propriocettivi, termocettivi e somestesici del cranio. Lacrimazione, rinorrea, miosi, sudorazione, nausea sono manifestazioni collegate all'attivazione del sistema nervoso parasimpatico.

## Trattamenti
Una cefalea comune risponde a farmaci quali l'acido acetilsalicilico, il paracetamolo, la nimesulide o l'ibuprofene. La cefalea a grappolo, come le emicranie, necessita di un trattamento specifico. A volte, a causa della rarità della malattia, questa patologia non viene identificata correttamente, ed è stata più volte scambiata per una crisi d'astinenza dalle droghe.
Il trattamento della cefalea a grappolo si articola in due fasi:
- terapia sintomatica, che mira a interrompere repentinamente l'episodio doloroso;
- terapia di profilassi, che mira a prevenire i successivi attacchi.[74]

### Terapia sintomatica
Il trattamento sintomatico prevede l'assunzione di triptani, con effetti immediati di sollievo, come il sumatriptan, (nella dose di 6 mg somministrati in via sottocutanea o 20 mg in via intranasale). In alternativa vengono utilizzati lo zolmitriptan (come spray nasale, dose di 5–10 mg - da uno studio condotto in doppio cieco) e il rizatriptan. Altri farmaci che dimostrano una certa efficacia sono l'ergotamina e la diidroergotamina.
A causa dell'intenso e improvviso dolore e per il limite nella durata, la cefalea a grappolo necessita di un trattamento a efficacia rapida; è dunque preferibile l'assunzione tramite iniezioni sottocutanee piuttosto che per bocca. Sono disponibili anche formulazioni in spray nasale (sconsigliate nei casi in cui si presentino i tipici sintomi di rinorrea o congestione nasale).

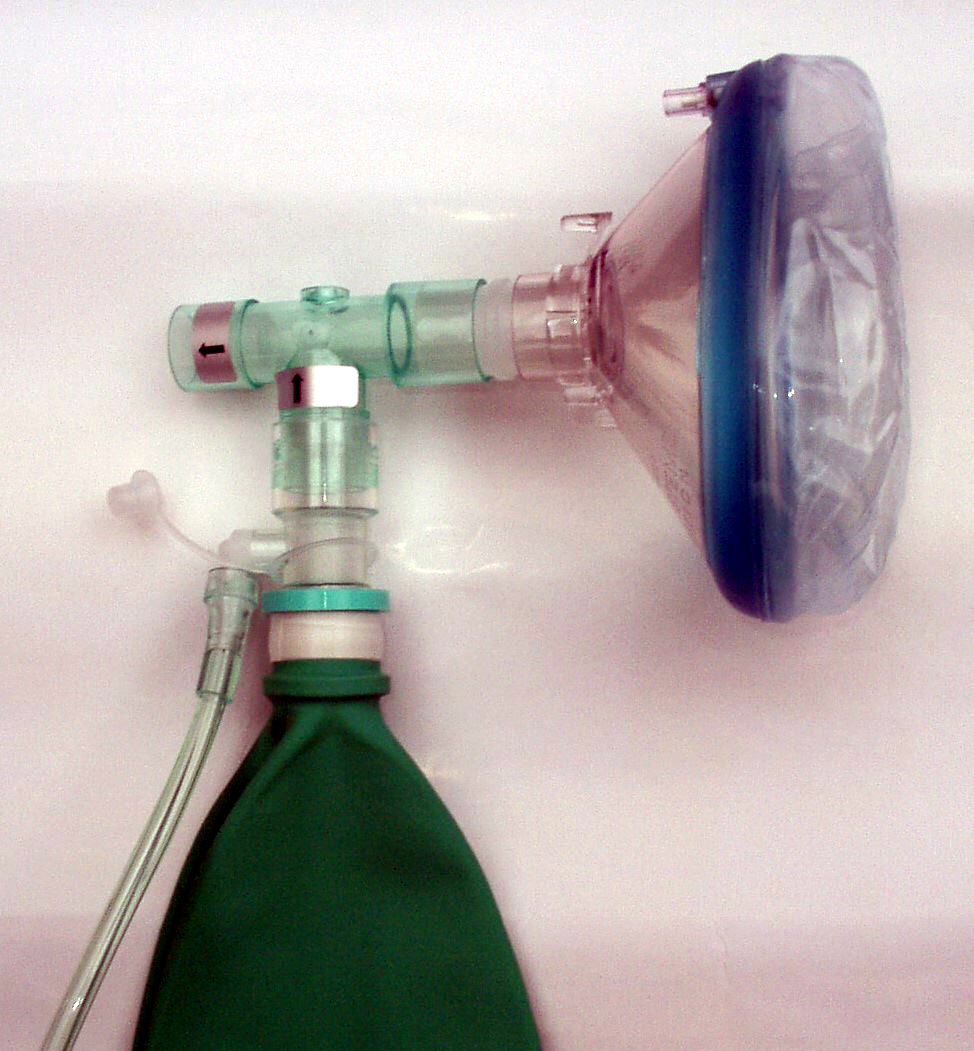
Maschera dell'ossigeno con "reservoir non rebreathing". L'inalazione di ossigeno è uno dei trattamenti principali contro la cefalea a grappolo

Un altro metodo è l'inalazione di ossigeno puro (12 litri al minuto) per 15 minuti. L'efficacia si è rivelata maggiore se l'attacco è all'esordio e se la somministrazione avviene per mezzo di una maschera con reservoir non rebreathing. In alcuni casi di cefalea persistente, nonostante le terapie, ci si avvale di cicli di ossigenoterapia iperbarica. L'assunzione di ossigeno puro, difatti, provoca ipocapnia, con conseguente vasocostrizione del circolo cerebrale.
La Food and Drug Administration, agenzia di vigilanza sanitaria statunitense, ha approvato il sumatriptan nella forma del cerotto transdermico a lento rilascio (5 ore), che dovrebbe essere maggiormente efficace in termini di durata dell'effetto, dovrebbe evitare gli effetti collaterali dell'assunzione orale e secondo la casa produttrice ridurre il rischio d'immediate recidive al termine dell'effetto del farmaco. L'indicazione terapeutica per cefalea a grappolo non è stata ancora approvata. Il cerotto dovrà comunque essere sottoposto a ulteriori verifiche.

### Adiuvanti non farmacologici
Altri rimedi, non strettamente farmacologici, come bere molta acqua, respirare aria fresca e raffreddare il corpo, vengono riportati dai pazienti come efficaci nel superamento dell'attacco.
Bere caffè, bevande energetiche e fare un vigoroso sforzo fisico vengono pure riportati come moderatamente efficaci.

### Profilassi
La terapia di profilassi è normalmente divisa in due fasi:
- terapia iniziale e transitoria con cortisone;
- terapia di mantenimento, che può durare anche anni a seconda dei casi.

I farmaci utilizzati sono:
- Corticosteroidi,[85] come il prednisone (50/100 mg al giorno iniziali, dose da scalare entro un mese di assunzione).
- Verapamil (a un dosaggio di almeno 240–720 mg al giorno).[86]
- Litio carbonato (600–900 mg al giorno), per la forma cronica[25]. In tali casi è preferibile effettuare un controllo settimanale, per via degli effetti collaterali che possono nascere se i livelli sierici di litio raggiungono 1,2 mEq/L.[87]
- Topiramato:[88] un farmaco impiegato anche nella prevenzione delle crisi epilettiche parziali o generalizzate.
- Acido valproico:[89] altro farmaco utilizzato nelle crisi epilettiche parziali e generalizzate.
- Diidroergotamina: somministrata principalmente in terapia preventiva, benché tempestivamente efficace anche durante un evento acuto. Non può essere tuttavia utilizzata per lunghi periodi a causa degli effetti sulle coronarie ed è controindicata in pazienti affetti da cardiomiopatie. Si assume tramite spray nasale (in dose di 0,5 mg).[90]
- Indometacina (25 mg 3 volte al giorno,[87] anche se dosi più elevate sembrano avere buoni risultati[91]). L'uso cronico di questo FANS è comunque sconsigliato, in quanto circa il 25-50% dei pazienti trattati sviluppa una grave forma di emicrania frontale.[92]

Altri farmaci utilizzati sono:
- alcuni antiepilettici (pregabalin, gabapentin[89]);
- betabloccanti (propranololo, atenololo);
- pizotifene;
- amitriptilina.

Il metisergide è efficace, ma in molti paesi non è disponibile per la sua associazione alla fibrosi retroperineale.
Per ridurre le shadow alcuni pazienti hanno tratto beneficio dall'integrazione dietetica di magnesio e melatonina.

### Trattamenti chirurgici
Solitamente non necessaria, la scelta dell'intervento chirurgico viene fatta soltanto quando il trattamento farmacologico non ha mostrato i risultati sperati e limitatamente ai casi cronici particolarmente gravi.
Sono in via di affinamento e sperimentazione le tecniche che agiscono:

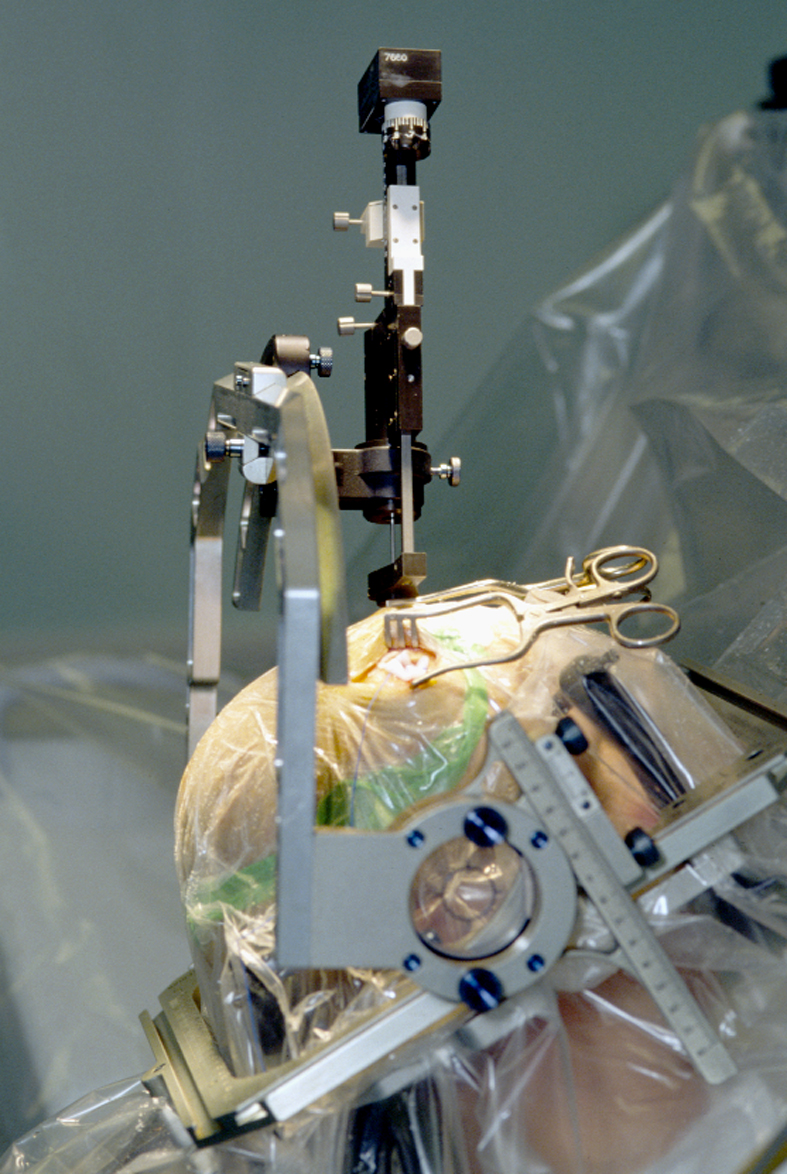
Tecnica chirurgica: inserimento elettrodi per la stimolazione cerebrale profonda

- sul nervo trigemino nella sua componente sensitiva: l'iniezione di anestetici locali, quali la lidocaina (4-6%), la cui validità è limitata[94], o bupivacaina, nel ganglio sfenopalatino o nel ganglio ciliare, la rizotomia con radiofrequenze del ganglio di Gasser (PRFR) e la rizolisi retrogasseriana percutanea con glicerolo (PRGR);
- sul sistema nervoso autonomo parasimpatico: il blocco del ganglio sfenopalatino, del nervo intermedio e del nervo grande petroso;
- sull'ipotalamo: la stimolazione cerebrale profonda (o DBS) dell'ipotalamo posteriore, tecnica già utilizzata per altre malattie (come la malattia di Parkinson), viene sperimentata anche nella cefalea a grappolo.[95] La metodica prevede l'impianto permanente di uno o più elettrodi nell'ipotalamo omolaterale. I risultati si sono visti in alcuni casi,[96] mentre non si sono riscontrati effetti collaterali a lungo termine;[97]
- sul nervo grande occipitale tramite stimolazione.[98][99] La tecnica consiste nell'impianto di uno stimolatore interno i cui elettrodi sono collocati sui due nervi occipitali. Questa tecnica, meno invasiva della stimolazione dell'ipotalamo, permetterebbe un miglioramento nel 60% in media dei pazienti affetti da cefalea a grappolo cronica farmaco-resistente;[100]

Le procedure chirurgiche presentano una notevole difficoltà di esecuzione, che comporta rischi di notevole entità, a volte irreversibili o infausti. In conclusione, il trattamento chirurgico della cefalea a grappolo è l'ultima risorsa e dovrebbe essere limitato a casi di cefalea a grappolo cronica, invalidante e, come già detto, resistente alle terapie farmacologiche.

### Trattamenti sperimentali alternativi
Sono stati condotti studi clinici sulla possibilità di usare bassi dosaggi di sostanze psichedeliche (come la psilocibina e l'LSD) per alleviare le pene dei sofferenti, ma necessitano di ulteriori ricerche prima di comprenderne il livello di utilità. I primi test hanno dato risultati molto positivi, dando luogo a una crescente diffusione della pratica dell'automedicazione.
In casi particolarmente gravi, associati a farmacoresistenza, è stata tentata, con ottimi risultati, la somministrazione endovenosa di propofol. Questo tipo di trattamento comporta però gravi rischi e va effettuato esclusivamente in regime di ricovero.

### Generale
- Stephen L. Hauser, Harrison: Neurologia clinica, Casarile (Milano), McGraw-Hill, 2007, ISBN 978-88-386-3923-4.
- David A Greenberg, Aminoff Micheal J, Simon Roger P, Neurologia Clinica quinta edizione, Milano, McGraw Hill (Lange), 2004, ISBN 88-386-2980-3.
- Karl E. Misulis, Head Thomas C, Neurologia di Netter, Milano, Elsevier Masson, 2008, ISBN 978-88-214-3041-1.

### Specifica
- Sugli studi epidemiologici -  Leroux E, Ducros A., Cluster headache., in Orphanet J Rare Dis., vol. 3, luglio 2008.
- Sulla familiarità -  Russell MB, Andersson PG, Thomsen LL., [Familial occurrence of cluster headache], in Ugeskr Laeger., vol. 157, 1995.
- Sugli effetti dei beta-bloccanti -  Brunton,  Lazo, Parker, Goodman & Gilman - Le basi farmacologiche della terapia 11/ed, McGraw Hill, 2006, ISBN 0-07-142280-3.

### Altro
- IHS Classification ICHD-II 3.1.  Cefalea a Grappolo. URL consultato il 27 agosto 2019 (archiviato dall'url originale il 15 dicembre 2010)..